# Beverbeek Classic 2011
La Beverbeek Classic 2011, quattordicesima edizione della corsa, valida come evento dell'UCI Europe Tour 2011 categoria 1.2, si svolse il 26 febbraio 2011 su un percorso di 175,6 km. Fu vinta dal belga Evert Verbist, che terminò la gara in 3h 59' 58".
Furono 75 i ciclisti che tagliarono il traguardo.

## Ordine d'arrivo (Top 10)
| Pos. | Corridore         | Squadra         | Tempo    |
| ---- | ----------------- | --------------- | -------- |
| 1    | Evert Verbist     | Veranda's Will. | 3h59'58" |
| 2    | Dries Hollanders  | An Post         | a 1"     |
| 3    | Sven Jodts        | Topsport Vl.    | a 6"     |
| 4    | Kevin Peeters     | Landbouwkrediet | s.t.     |
| 5    | Aidis Kruopis     | Landbouwkrediet | s.t.     |
| 6    | Wouter Wippert    | Omega Pharma    | s.t.     |
| 7    | Niels Reynvoet    | Omega Pharma    | s.t.     |
| 8    | Robin Steenuit    | Wallonie Br.    | s.t.     |
| 9    | Justin Van Hoecke | Wallonie Br.    | s.t.     |
| 10   | Darijus Dzervus   | An Post         | s.t.     |